# Wilhelm Courtet
Wilhelm Courtet (ur. 1590 w Sérignan we Francji, zm. 29 września 1637 Nishizaka w Nagasaki w Japonii) – święty Kościoła katolickiego, francuski dominikanin, misjonarz na Dalekim Wschodzie, męczennik.

## Życiorys
Urodził się w rodzinie szlacheckiej. W wieku 17 lat wstąpił do zakonu dominikanów w Albi. W 1617 r. otrzymał święcenia kapłańskie.
Jego pragnieniem był wyjazd na misje na Daleki Wschód. Po otrzymaniu zgody od przełożonych wyjechał najpierw w tym celu do Madrytu, a następnie razem z grupą misjonarzy w 1634 r. opuścił Sewillę udając się na Filipiny. W Manili został wykładowcą teologii na Uniwersytecie św. Tomasza. Następnie został wysłany z dominikanami Antonim Gonzalezem, Michałem de Aozaraza, Wincentym od Krzyża Shiwozuka oraz dwoma świeckimi (Wawrzyńcem Ruiz i Łazarzem z Kioto) na misje do Japonii, w której w tym czasie trwały prześladowani chrześcijan. Na Okinawę przybyli oni w końcu czerwca 1636 r. Środki ostrożności, jakie podjęli przybysze okazały się niewystarczające i krótko po dotarciu do Japonii zostali on schwytani. Przez ponad rok byli uwięzieni na Okinawie. W dniu 13 września 1637 Wilhelma Courtet, Michała de Aozaraza i Wincentego od Krzyża Shiwozuka w klatkach zabrano do Nagasaki. Został poddany torturom w celu skłonienia do wyrzeczenia się wiary. Prześladowcom nie udało się jednak go do tego skłonić, również obietnice pieniędzy i zaszczytów okazały się nieskuteczne. Widząc, że to wszystko jest daremne, sędziowie skazali go na śmierć 27 września 1637 r. Został zabrany razem z innymi chrześcijanami na wzgórze Nishizaka w Nagasaki, gdzie zastosowano wobec niego tsurushi. Ponieważ przez długi czas pozostawał przy życiu, oprawcy stracili cierpliwość, zdjęli go z narzędzia tortur i ścieli 29 września 1637 r.
Został beatyfikowany przez Jana Pawła II 18 lutego 1981 r. w Manila na Filipinach w grupie Dominika Ibáñez de Erquicia i towarzyszy. Tę samą grupę męczenników kanonizował Jan Paweł II 18 października 1987 r.